# Elena Gabriela Ruse

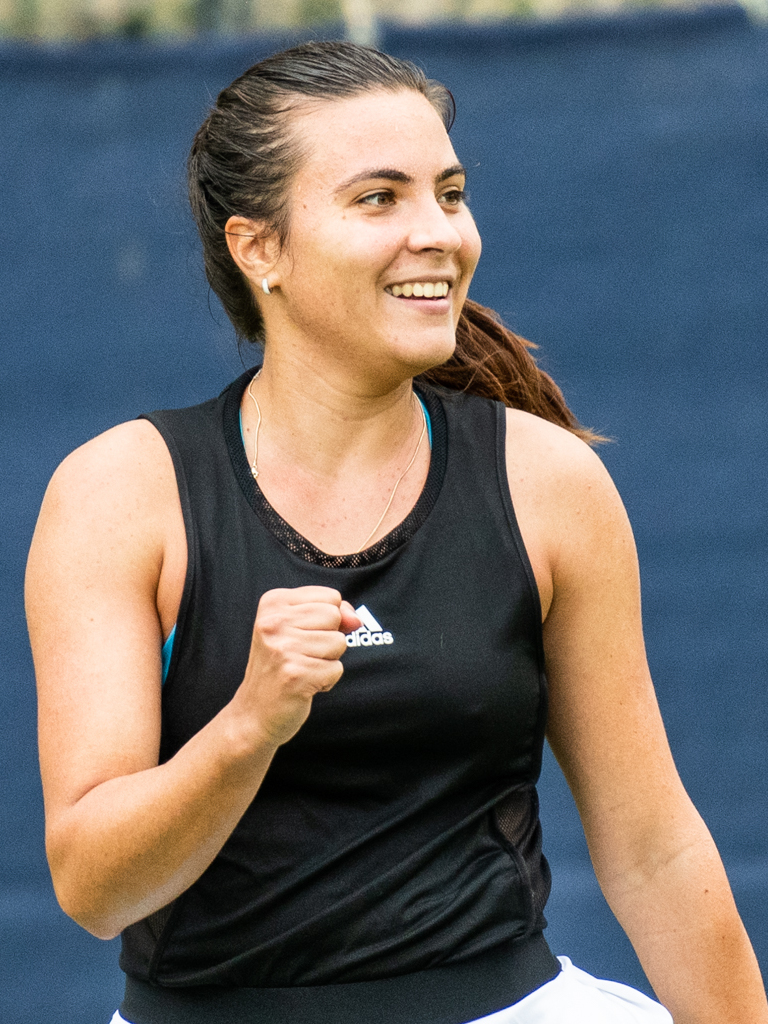
Nottingham 2019

Elena Gabriela Ruse (Boekarest, 6 november 1997) is een tennisspeelster uit Roemenië. Zij begon op vijfjarige leeftijd met het spelen van tennis. Haar favoriete ondergrond is hardcourt. Toch heeft zij op gravel haar eerste WTA-toernooi gewonnen. Zij speelt rechtshandig en heeft een tweehandige backhand. Zij is actief in het internationale tennis sinds 2012.

## Loopbaan
In 2015 speelde Ruse haar eerste WTA-wedstrijd op het dubbelspeltoernooi van het Bucharest Open, waarvoor zij samen met landgenote Jaqueline Cristian een wildcard had gekregen.
In 2018 plaatste zij zich via het kwalificatietoernooi voor Wimbledon, waarmee zij haar eerste grandslampartij speelde.
In april 2019 bereikte Ruse, samen met landgenote Ana Bogdan, de halve finale op het WTA-toernooi van Monterrey – daarmee kwam zij binnen in de top 150 van de wereldranglijst in het dubbelspel. Drie maanden later bereikte zij, met landgenote Jaqueline Cristian aan haar zijde, de dubbelspelfinale van het WTA-toernooi van Boekarest.
In juli 2021 won Ruse haar eerste enkelspeltitel, op het WTA-toernooi van Hamburg. Daarmee kwam zij binnen in de top 150 van de wereldranglijst in het enkelspel. In september had zij haar grandslamdebuut in het dubbelspel op het US Open, samen met landgenote Monica Niculescu – zij bereikte al meteen de kwartfinale. Later die maand kwam zij binnen op de top 100 van het enkelspel. In november maakte zij haar entrée ook in de top 100 van het dubbelspel.
In januari 2023 bereikte Ruse op het dubbelspel van het Australian Open de halve finale met de Oekraïense Marta Kostjoek aan haar zijde – daarmee haakte zij nipt aan bij de top 40 van de wereldranglijst.
In oktober 2024 won Ruse haar eerste WTA-dubbelspeltitel, op het WTA 125-toernooi van Hongkong, aan de zijde van landgenote Monica Niculescu. Met de zelfde partner won zij in december haar tweede, in Angers.

### Tennis in teamverband
In de periode 2020–2024 speelde Ruse voor Roemenië in de Wereldgroep van de Fed Cup – zij vergaarde daar een winst/verlies-balans van 2–3.

## Posities op deWTA-ranglijst
Positie per einde seizoen:
| jaar | rang enkelspel | rang dubbelspel |
| ---- | -------------- | --------------- |
| 2015 | 642            | 575             |
| 2016 | 254            | 250             |
| 2017 | 265            | 285             |
| 2018 | 243            | 200             |
| 2019 | 182            | 119             |
| 2020 | 177            | 124             |
| 2021 | 85             | 99              |
| 2022 | 104            | 93              |
| 2023 | 125            | 37              |
| 2024 | 128            | 62              |

## Resultaten grandslamtoernooien
| Legenda | Legenda                          |
| ------- | -------------------------------- |
| g.t.    | geen toernooi gehouden           |
| l.c.    | lagere categorie                 |
| –       | niet deelgenomen                 |
| G       | uitgeschakeld in de groepsfase   |
| 1R      | uitgeschakeld in de eerste ronde |
| 2R      | uitgeschakeld in de tweede ronde |
| 3R      | uitgeschakeld in de derde ronde  |
| 4R      | uitgeschakeld in de vierde ronde |
| KF      | uitgeschakeld in de kwartfinale  |
| HF      | uitgeschakeld in de halve finale |
| F       | de finale verloren               |
| W       | het toernooi gewonnen            |
| w-v     | winst/verlies-balans             |

### Enkelspel
| toernooi        | 2018 | 2019 |    | 2021 | 2022 | 2023 | 2024 | 2025 |
| --------------- | ---- | ---- | -- | ---- | ---- | ---- | ---- | ---- |
| Australian Open | –    | –    | –  | 2R   | –    | –    | 2R   |      |
| Roland Garros   | –    | –    | –  | 1R   | –    | –    | 2R   |      |
| Wimbledon       | 1R   | 1R   | –  | 1R   | –    | 1R   |      |      |
| US Open         | –    | –    | 1R | 2R   | 1R   | 3R   |      |      |

### Vrouwendubbelspel
| toernooi        | 2021 | 2022 | 2023 | 2024 | 2025 |
| --------------- | ---- | ---- | ---- | ---- | ---- |
| Australian Open | –    | 1R   | HF   | –    | KF   |
| Roland Garros   | –    | KF   | 3R   | HF   | –    |
| Wimbledon       | –    | 1R   | 2R   | 3R   |      |
| US Open         | KF   | 1R   | 3R   | 2R   |      |

## Palmares
| Legenda                 |
| ----------------------- |
| Grandslamtoernooi       |
| Olympische Spelen       |
| Year-End Championships  |
| Premier Mandatory       |
| Premier Five / WTA 1000 |
| Premier / WTA 500       |
| International / WTA 250 |
| Challenger / WTA 125    |

### WTA-finaleplaatsen enkelspel
| nr.              | finale     | toernooi        | ondergrond    | tegenstandster   | score    |         |
| ---------------- | ---------- | --------------- | ------------- | ---------------- | -------- | ------- |
| gewonnen finales |            |                 |               |                  |          |         |
| 1.               | 2021-07-11 | WTA Hamburg     | gravel        | Andrea Petković  | 7-6, 6-4 | details |
| verloren finales |            |                 |               |                  |          |         |
| 1.               | 2021-07-25 | WTA Palermo     | gravel        | Danielle Collins | 4-6, 2-6 | details |
| 2.               | 2023-10-22 | WTA Cluj-Napoca | hardcourt (i) | Tamara Korpatsch | 3-6, 4-6 | details |
| 3.               | 2025-06-15 | WTA Rosmalen    | gras          | Elise Mertens    | 3-6, 6-7 | details |

### WTA-finaleplaatsen vrouwendubbelspel
| nr.              | finale     | toernooi      | ondergrond    | partner            | tegenstandsters                    | score            |         |
| ---------------- | ---------- | ------------- | ------------- | ------------------ | ---------------------------------- | ---------------- | ------- |
| gewonnen finales |            |               |               |                    |                                    |                  |         |
| 1.               | 2024-10-06 | WTA Hongkong  | hardcourt     | Monica Niculescu   | Nao Hibino Makoto Ninomiya         | 6-3, 5-7, [10-5] | details |
| 2.               | 2024-12-08 | WTA Angers    | hardcourt (i) | Monica Niculescu   | Belinda Bencic Céline Naef         | 6-3, 6-4         | details |
| verloren finales |            |               |               |                    |                                    |                  |         |
| 1.               | 2019-07-21 | WTA Boekarest | gravel        | Jaqueline Cristian | Viktória Kužmová Kristýna Plíšková | 4-6, 6-7         | details |